# Slättbergens naturvårdsområde
Slättbergens naturvårdsområde är sedan 1993 ett naturvårdsområde (sedan 1999 likställt med naturreservat) i Eriksroparken i tätorten Trollhättan. Det är beläget i Gärdhems socken i Trollhättans kommun.
Slättbergen har en unikt nästan helt platt yta. Ändamålet med naturvårdsområdet är att skydda Slättbergen så att de går att använda i undervisning och forskning. Slättbergen är ett berg med små sprickor i där vatten har ansamlats. I dessa vattenansamlingar frodas liv i form av till exempel grodor, snokar och liknande. Området är också inringat av blandskog i varierande utsträckning. Övrigt liv så som fjärilar och getingar är bara exempel på det rika smådjurs- och insektslivet som finns. 
I beslutet om att Slättbergen skulle bli naturreservat skrev man dessa som övergripande motiv i protokollet:
- De helt plana Slättbergen i Trollhättan utgör unika geologiska och geomorfologiska formationer.
- Slättbegen belyser en mycket avlägsen geologisk tid och ger grundläggande information om ett mycket intressant geologiskt förlopp, nämligen erosion, vittring och bildning av helt plana ytor.
- De har genom sin goda exponering ett betydande vetenskapligt intresse.
- För allmänheten ger de helt plana slättbergsytorna en ofta sensationell upplevelse.
- Bergen och den kringliggande naturen har stort värde för det rörliga friluftslivet